# Australische Cricket-Nationalmannschaft in Simbabwe in der Saison 1999/2000
Die Tour der australischen Cricket-Nationalmannschaft nach Simbabwe in der Saison 1999/2000 fand vom 14. bis zum 24. Oktober 1999 statt. Die internationale Cricket-Tour war Bestandteil der Internationalen Cricket-Saison 1999/2000 und umfasste ein Test und drei ODIs. Australien gewann die Test-Serie 1–0 und die ODI-Serie 3–0.

## Vorgeschichte
Simbabwe bestritt zuvor ein Turnier in Kenia, für Australien war es die erste Tour der Saison.
Es war das erste Aufeinandertreffen der beiden Mannschaften das einen test oder ODI enthielt. Simbabwe besuchte zuvor Australien um First-Class Das letzte Aufeinandertreffen der beiden Mannschaften bei einer Tour fand in der Saison 1994/95 in Australien statt.

## Stadien
Die folgenden Stadien wurden für die Tour als Austragungsort vorgesehen.
| Stadion            | Stadt    | Kapazität | Spiele               |
| ------------------ | -------- | --------- | -------------------- |
| Queens Sports Club | Bulawayo | 9.000     | 1. Test; 1. ODI      |
| Harare Sports Club | Harare   | 10.000    | 2. Test; 2. & 3. ODI |

## Kaderlisten
Simbabwe benannte seinen ODI-Kader am 18. Oktober 1999.
| Test | Test | ODI | ODI |
| Simbabwe | Australien | Simbabwe | Australien |
| --- | --- | --- | --- |
| - Alastair Campbell (K) - Andy Flower (wk) - Grant Flower - Murray Goodwin - Trevor Gripper - Neil Johnson - Henry Olonga - Gavin Rennie - Bryan Strang - Heath Streak - Guy Whittall | - Steve Waugh (K) - Greg Blewett - Damien Fleming - Ian Healy (wk) - Justin Langer - Glenn McGrath - Colin Miller - Ricky Ponting - Michael Slater - Shane Warne - Mark Waugh | - Alistair Campbell (K) - Andy Blingnaut - Gary Brent - Andy Flower (wk) - Grant Flower - Murray Goodwin - Neil Johnson - Trevor Madondo - David Mutendera - Gavin Rennie - John Rennie - Guy Whittall - Andy Whittall | - Steve Waugh (K) - Michael Bevan - Adam Dale - Damien Fleming - Adam Gilchrist (wk) - Damien Martyn - Glenn McGrath - Tom Moody - Darren Lehmann - Ricky Ponting - Andrew Symonds - Shane Warne - Mark Waugh |

## Tour Matches
| 9. – 11. Oktober Scorecard | Bulawayo | Australians 335-7d (93.3) & 304-5 (62.1) | – | Zimbabwe Cricket Union President’s XI 219 (80.3) & 176 (54.4) |
|                            |          | Australien gewinnt mit 244 Runs          |   |                                                               |

## Tests

### Erster Test in Harare
| 14. – 17. Oktober Scorecard | Harare | Simbabwe 194 (85) & 232 (122.1)   | – | Australien 422 (139.4) & 5-0 (0.4) |
|                             |        | Australien gewinnt mit 10 Wickets |   |                                    |

Simbabwe gewann den Münzwurf und entschied sich als Schlagmannschaft zu beginnen. Als Spieler des Spiels wurde Steve Waugh ausgezeichnet.

## One-Day Internationals

### Erstes ODI in Bulawayo
| 21. Oktober Scorecard | Bulawayo | Australien 303-4 (50)          | – | Simbabwe 220 (43.4) |
|                       |          | Australien gewinnt mit 83 Runs |   |                     |

Simbabwe gewann den Münzwurf und entschied sich als Feldmannschaft zu beginnen. Als Spieler des Spiels wurde Mark Waugh ausgezeichnet.

### Zweites ODI in Harare
| 23. Oktober Scorecard | Harare | Simbabwe 116 (37.3)              | – | Australien 117-1 (28.3) |
|                       |        | Australien gewinnt mit 9 Wickets |   |                         |

Australien gewann den Münzwurf und entschied sich als Feldmannschaft zu beginnen. Als Spieler des Spiels wurde Damien Fleming ausgezeichnet.

### Drittes ODI in Harare
| 24. Oktober Scorecard | Harare | Simbabwe 200-9 (50)              | – | Australien 201-1 (39) |
|                       |        | Australien gewinnt mit 9 Wickets |   |                       |

Australien gewann den Münzwurf und entschied sich als Feldmannschaft zu beginnen. Als Spieler des Spiels wurde Andy Flower ausgezeichnet.